# Франц Померанский
Франц Померанский (нем. Franz von Pommern; 24 марта 1577, Барт — 27 ноября 1620, Штеттин) — коадъютор Камминского епископа (с 1592 года), лютеранский епископ Камминский (1602—1618), староста Бытувский (с 1606 года), герцог Штеттинский (1618—1620).

## Биография
Представитель померанской династии Грифичей. Второй сын герцога Штеттина Богуслава XIII (1544—1606) от первого брака с Кларой Брауншвейг-Люнебургской (1550—1598). Был назван в честь своего деда по материнской линии — принца Франца Брауншвейг-Люнебургского (1508—1549).
Получил образование в Грайфсвальдском университете. С юных лет готовился к сану епископа Камминского. Вначале в 1592 года был назначен коадъютором епископа, а 20 июля 1602 году его дядя Казимир VII отказался от должности епископа в пользу племянника. 15 сентября 1602 года Франц был избран епископом Камминским.
В марте 1606 года после смерти своего отца Богуслава XIII Франц получил во владение староство бытувское. Путешествовал по Европе, посетил Голландию, Францию и Чехию.
В феврале 1618 года после смерти своего старшего бездетного брата, герцога Филиппа II Штеттинского, Франц унаследовал титул герцога Штеттина. Заняв штеттинский трон, Франц передал должность епископа камминского и феод Щецинек своему младшему брату Ульриху.
Ещё будучи епископом Камминским, Франц Померанский с 1609 года просил руки Софии Саксонской (1587—1635), дочери курфюрста Кристиана I Саксонского и Софии Бранденбургской. Свадьба состоялась в июле 1610 года в Дрездене. Супруги прибыли 13 октября 1610 года в Бытув. Их брак был бездетным.
Франц предпринимал попытки повышения обороноспособности своего княжества. Воссозданная военная комиссия предлагала создание постоянной, регулярной армии, которая по ранним проектам, должна была состоять (как минимум) из 1500 всадников и 8 тысяч пехотинцев. Герцог планировал построить арсенал в Штеттине. Однако подданные герцога выступили против увеличения оборонного налога. Вероятно, проект не был полностью реализован, кроме усиления оборонительных стен города. Поморская шляхта, даже в момент начала Тридцатилетней войны в 1618 году, выступала против мобилизации и не осознавала опасность со стороны сопредельных государств. Из-за трудного финансового положения княжества Франц оставил княжескую казну с долгом в размере 150 тысяч гульденов.
43-летний герцог Франц Штеттинский скончался 27 ноября 1620 года в Штеттине. Он был похоронен в дворцовой церкви Святого Отто 17 января 1621 года. После смерти бездетного Франца Штеттинское герцогство унаследовал его младший брат Богуслав XIV.